# Fridolin Sulser
Fridolin Sulser (* 2. Dezember 1926 in Grabs; † 3. Januar 2016) war ein schweizerisch-US-amerikanischer Pharmakologe, der sich auf die Behandlung psychischer Störungen spezialisiert hatte.

## Leben
Fridolin Sulser wurde in Grabs in der Schweiz geboren und wuchs in Maienfeld auf. Bis 1947 besuchte er das Humanistische Gymnasium in Chur. Anschließend studierte er an der Universität Basel und der Universität Zürich, wobei ihn die Werke von Karl Jaspers besonders beeinflussten. 1955 erlangte Sulser den Doktor der Medizin. Nach seinem zweijährigen Wehrdienst bei der Schweizer Armee wurde er Assistenzprofessor an der Universität Bern.
Im Herbst 1958 ging Sulser mit seiner Familie in die Vereinigten Staaten und war daraufhin als Postdoc bei den National Institutes of Health in Bethesda tätig. Dort arbeitete er im Labor von Bernard B. Brodie und beschäftigte sich mit dem Wirkmechanismus von Imipramin. Seine Zusammenarbeit mit Jim Dingell an den National Institutes of Health führte zur Entdeckung von Desipramin. 1962 ging Sulser als leitender Pharmakologe an die Burroughs Wellcome Research Labs in New York. Im Jahr 1965 wurde er Professor an der Fakultät für Medizin der Vanderbilt University und übernahm die Leitung des dortigen pharmazeutischen Forschungszentrums. Anerkennung erhielt er für seine Hypothese zur Funktionsweise von Antidepressiva aus dem Jahr 1975, in der er zusammen mit Jerzy Vetulani vorschlug, dass die Herabregulation von Beta-Adrenozeptoren für die antidepressive Wirkung verantwortlich sei. Im Jahr 2000 wurde er emeritiert.
Sulser wurde mit dem Anna-Monika Prize geehrt. Er war Mitglied und Präsident des American College of Neuropsychopharmacology und Mitglied des Collegium Internationale Neuro-Psychopharmacologicum. Er starb am 3. Januar 2016.